# Kolibabovce
Kolibabovce es un municipio situado en el distrito de Sobrance en la región de Košice, Eslovaquia. Tiene una población estimada, en mayo de 2024, de 201 habitantes.

## Demografía
| Año        | 1994 | 2004     | 2014    | 2024    |
| ---------- | ---- | -------- | ------- | ------- |
| Población  | 165  | 189      | 193     | 199     |
| Diferencia |      | +14,54 % | +2,11 % | +3,10 % |

| Año        | 2023 | 2024    |
| ---------- | ---- | ------- |
| Población  | 201  | 199     |
| Diferencia |      | −0,99 % |